# Tauchira
Tauchira es un género de  saltamontes de la subfamilia Catantopinae, familia Acrididae, y está asignado a la tribu Tauchirini. Este género se encuentra en  el Sudeste asiático.

## Especies
Las siguientes especies pertenecen al género Tauchira:
- Tauchira abbreviata (Serville, 1838)
- Tauchira buae Bolívar, 1898
- Tauchira damingshana Zheng, 1984
- Tauchira grandiceps (Willemse, 1928)
- Tauchira hunanensis (Fu & Zheng, 1999)
- Tauchira karnyi (Willemse, 1925)
- Tauchira longipennis (Liang, 1989)
- Tauchira obliqueannulata (Brunner von Wattenwyl, 1898)
- Tauchira oreophila (Tinkham, 1940)
- Tauchira polychroa (Stål, 1875)
- Tauchira rufotibialis (Willemse, 1925)
- Tauchira vietnamensis Storozhenko, 1992